# Llista de rèptils de la Vall de Lord
Aquesta llista de rèptils de la Vall de Lord inclou el nom comú de totes les espècies de rèptils trobades a la vall ordenats alfabèticament: són un total de 12 espècies.
La llista també inclou les diferents formes de nom comú d'una espècie quan es dona aquesta circumstància. En aquests casos, la segona o tercera forma de denominació apareix entre parèntesis.
- Colobra bordelesa (o colobra llisa meridional, o serp llisa meridional)

Colobra escurçonera (o colobra d'aigua, o escurçó d'aigua, o serp d'aigua)
Colobra d'aigua (o colobra escurçonera, o escurçó d'aigua, o serp d'aigua)
Colobra llisa europea (o serp llisa septentrional)
Colobra llisa meridional (o serp llisa meridional, o colobra bordelesa)
Escurçó d'aigua (o colobra escurçonera, o colobra d'aigua, o serp d'aigua)
- Escurçó pirinenc
- Escurçó ibèric

Llangardaix verd (o lluert)
Llangardaix ocel·lat (o llargandaix)
- Llargandaix (o llangardaix ocel·lat)

Llisona (o noia de serp, o serp de vidre, o vidriol)
- Lluert (o llangardaix verd)

Noia de serp (o llisona, o serp de vidre, o vidriol)
Sargantana cuallarga (o sargantaner gros)
Sargantana de paret (o sargantana roquera, o sargantilla)
- Sargantana ibèrica
- Sargantana roquera (o sargantilla, o sargantana de paret)
- Sargantaner gros (o sargantana cuallarga)

Sargantilla (o sargantana roquera, o sargantana de paret)
- Serp d'aigua (o colobra escurçonera, o colobra d'aigua, o escurçó d'aigua)
- Serp blanca (o serp ratllada)

Serp de vidre (o llisona, o noia de serp, o vidriol)
Serp llisa meridional (o colobra llisa meridional, o colobra bordelesa)
Serp llisa septentrional (o colobra llisa europea)
Serp ratllada (o serp blanca)
- Serp verda
- Serp verd-i-groga
- Vidriol (o serp de vidre, o noia de serp, o llisona)